# Skarga (film)
Skarga – polski film polityczny z 1991 roku w reżyserii Jerzego Wójcika.

## Fabuła
Szczecin, 18 grudnia 1970 roku. Nastoletni Stefan idzie do szkoły. W tym czasie przed bramą Stoczni Szczecińskiej trwa strajk robotników. Gdy chłopak przechodzi obok, padają strzały. Wśród ofiar jest Stefan. Władze odmawiają jego rodzicom prawa do pogrzebu. Boją się, że stanie się on manifestacją.

## Obsada
- Rafał Zwierz jako Stefan Stawicki
- Danuta Szaflarska jako babcia Stefana
- Henryk Boukołowski jako Stanisław Stawicki, ojciec Stefana
- Magda Teresa Wójcik jako Stefania Stawicka, matka Stefana
- Marek Frąckowiak jako SB-ek, organizator pogrzebu Stefana
- Piotr Krukowski jako mężczyzna w płonącym budynku KW
- Stanisław Michalski jako mężczyzna w płonącym budynku KW
- Karolina Lutczyn jako Ania, dziewczyna Stefana
- Mirosława Marcheluk jako urzędniczka, koleżanka Stefanii Stawickiej
- Andrzej Głoskowski jako Kowalczyk, ojciec zabitych dziewczynek